# Gilles Joubert
Gilles Joubert (Parigi, 1689 – Parigi, 14 ottobre 1775) è stato un ebanista francese.

## Biografia

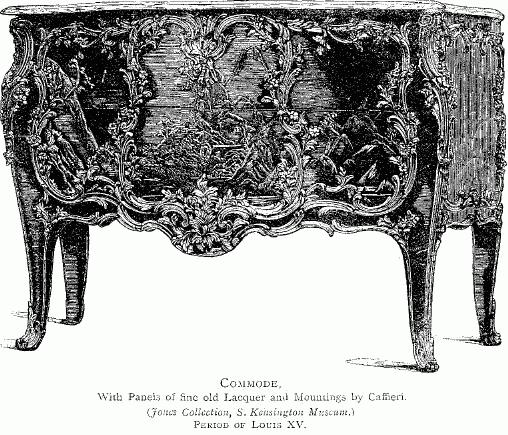
Disegno di una commode stile Luigi XV

Joubert, nel 1751 dopo la morte di Antoine-Robert Gaudreaus,  effettuò gran parte della sua carriera come ebanista per il Garde-Meuble de la Couronne (Garde-Meuble reale) e nel 1763 ottenne l'incarico di ebanista di Luigi XV.
Joubert strinse una profonda amicizia con la Pompadour, grazie alla quale ampliò la sua attività professionale arrivando a realizzare quattromila pezzi di arredo; con una tale quantità di commissioni, Joubert subappaltò una parte dei suoi lavori.
C'è qualche incertezza nell'attribuzione dei suoi lavori perché Joubert solitamente non poneva il marchio ai suoi mobili, però grazie al giornale (inventario) di Garde-Meuble conservato agli Archives Nationales si può risalire alle sue opere.
Si possono quindi citare un pregevole scrittoio (1770) per la dauphine di Maria Antonietta, un bureau plat (1759) a Versailles, ora al Metropolitan Museum of Art,
i cantonali a intaglio (1755) per il cabinet du roi di Versailles, la "tavola volante" (1772) per petits déjeuners del re, caratterizzata da meccanismi meccanici di trasporto automatico di vivande dal piano inferiore; inoltre furono importanti cinque commode, il primo per Luisa di Borbone (1769), il secondo per Madame Victoire (1769) al castello di Compiègne, il terzo per Madame Adelaide (1769) a Versailles conservato al Getty Museum di Los Angeles, il quarto per la contessa d'Artois (1773) a Versailles, il quinto per il Salon de Compagnie di Madame Du Barry a Versailles.
Joubert stilisticamente si dimostrò un rappresentante del gusto Luigi XV, anche se nell'ultima parte della carriera si è evoluto assumendo elementi di transizione verso uno stile neo-classico.